# Wissenschaftliche Bibliothek des Kreises Pilsen

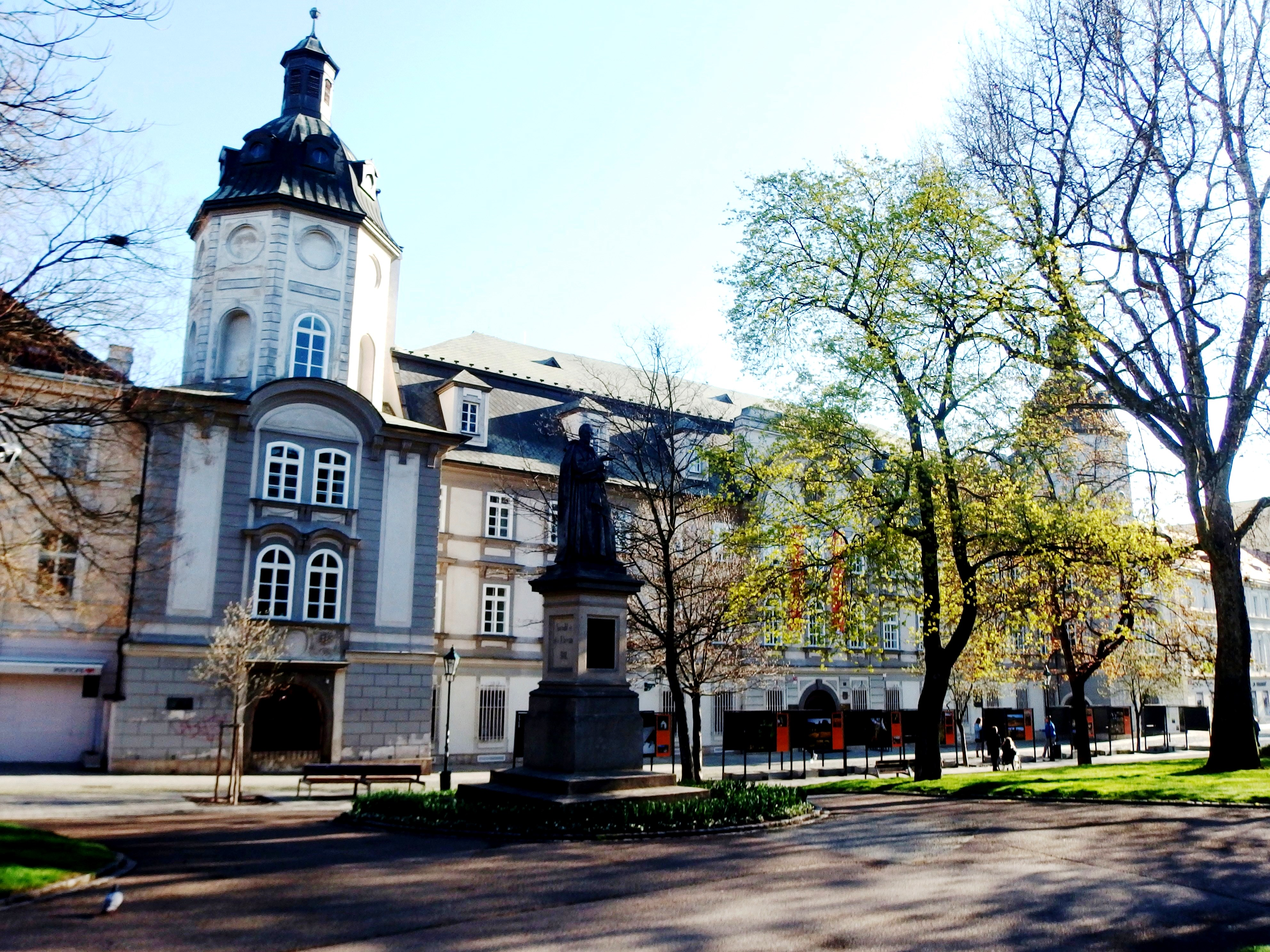
Außenansicht der Bibliothek

Die Wissenschaftliche Bibliothek des Kreises Pilsen (tschechisch Studijní a vědecká knihovna Plzeňského kraje) ist die größte Bibliothek im Plzeňský kraj und wird von dieser auch getragen. Sie siedelt im ehemaligen Dominikanerkloster in Pilsen.

## Geschichte
Die Bibliothek wurde 1950 als „Staatliche Studienbibliothek“ (Státní studijní knihovna) gegründet. Wichtiger Impuls war die Gründung der drei Pilsner Hochschulen. Den Grundstock des Bestandes bildete 1950 die Bibliothek des 1878 gegründeten Städtischen Historischen Museums und Bücher aus zahlreichen Schenkungen. Anfang der 1950er Jahre erhielt die Bibliothek vom kommunistischen Regime konfiszierte Bücherbestände der Klosterbibliotheken. Die Bibliothek konnte auf diese Art und Weise einen bedeutenden historischen Buchbestand gewinnen.
Zwei bedeutende Kirchenbibliotheken wurden ebenfalls inkorporiert. Zum einen war es der historische Bestand der Pfarrbibliothek von Planá, und zum anderen war es die bedeutende Bibliothek der Pilsner Erzdechanei. Seit der Errichtung hatte die Bibliothek ein Pflichtexemplarrecht (anfangs nur auf Anforderung, ab 1963 ein generelles) und bezog ab 1963 sämtliche Literatur der Tschechoslowakei. 1996 wurde das Pflichtexemplarrecht auf Periodika und auf regionale Literatur beschränkt. 1996 wurde die Bibliothek vom Staat der Region Pilsen übergeben.

## Bestände
Es werden Bestände aller wissenschaftlichen Fächer, aber auch populäre Literatur und Belletristik sowie andere Informationsquellen systematisch gesammelt. Zum 31. Dezember 2008 verfügte die Bibliothek über 1.774.958 Bestandseinheiten. 1995 wurde die „Österreichische Bibliothek“ eröffnet und 1998 die „Deutsche Bibliothek“ des Goethe-Instituts. 2002 wurde die vom British Council unterstützte „Englische Bibliothek“ übernommen. Dem historischen Bestand gehören heute 20.000 Bestandseinheiten an, davon 461 Handschriften, 356 Inkunabeln und etwa 15.000 historische Drucke aus den Jahren 1501–1800.
Ein Sammelschwerpunkt liegt bei der regionalen westböhmischen Literatur.